# Moletieră

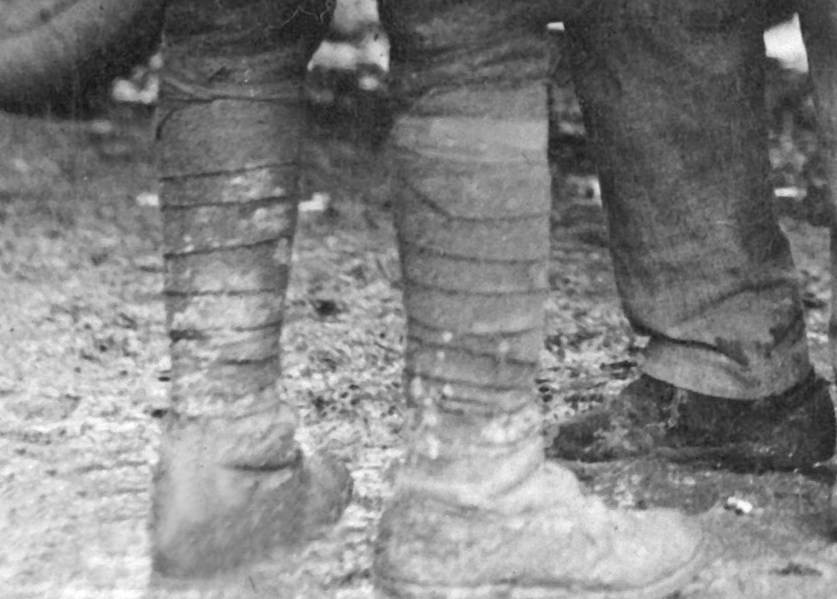
Moletiere pe picioarele unui soldat din Primul Război Mondial.

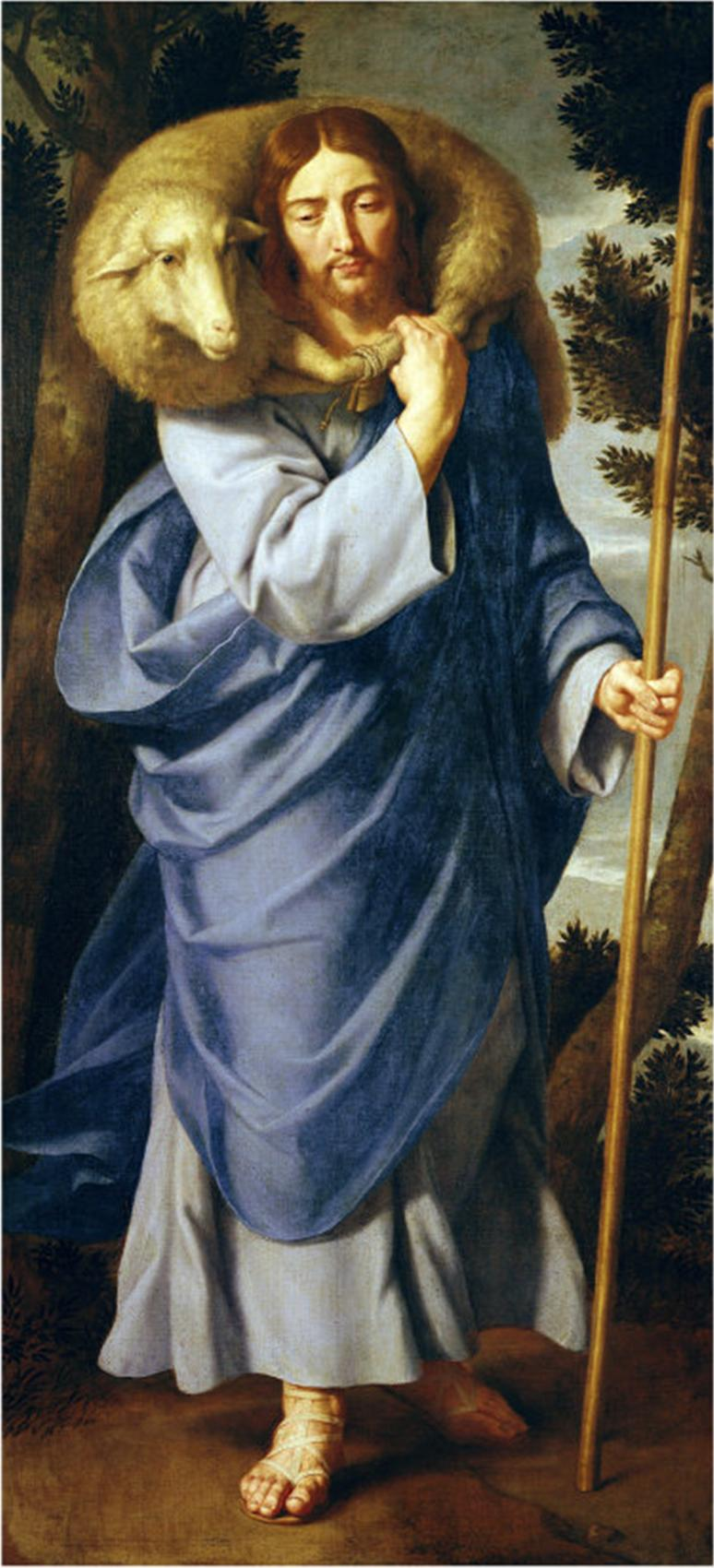
Păstorul cel Bun de Jean-Baptiste de Champaigne.

O moletieră (din franceză bande molletière) este o fâșie de material textil cu care se înfășoară gamba piciorului, peste pantalon, de la gleznă până sub genunchi, în special cele ale soldaților. Ea protejează piciorul și înlocuiește în mod avantajos cizmele, evitând pătrunderea pământului sau a noroiului, atunci când soldații se târau, în perioadele în care lipsea pielea, principala materie primă pentru cizme. 
Înfășurarea lor pe picior este rapidă (30 secunde pentru o înfășurare în cruce cu un pic de antrenament) și, ajustate în mod corespunzător, moletierele permit soldaților să îndure mai mult perioadele lungi de ședere în picioare. 
Cu toate acestea, ele se îmbibă de apă în sol umed și în caz de ploaie.

## Istoric
Utilizarea moletierelor (fasciae crurales) este atestată documentar în Imperiul Roman.
Ele au fost utilizate de britanici cel puțin de la sfârșitul secolului al XIX-lea în provinciile din Imperiul Indian și în special în timpul Primului Război Mondial.